# 魔鬼隱翅蟲
魔鬼隱翅蟲（學名：Ocypus olens）隸屬於迅隐翅虫属。它分佈于歐洲和北非，是一種常見的昆蟲，此外美國和大洋洲也有入侵的魔鬼隱翅蟲。它是一種體型較大的昆蟲，成年個體體長20—32（0.8—1.3英寸）。它原屬隱翅蟲屬，直到現在還有許多生物學家沿用舊的分類。

## 語源學
其種加詞“olens”的意思是“有味道的”，原因則是它腹部有兩個散發臭氣的腺體。中世紀以來它被歐洲人視為魔鬼的象征，因而得名，如其英文俗名即Devil's coach horse beetle（出現於1840年之前）。英國民間傳說認為這種蟲子曾經吃過夏娃的蘋果果核，而踩死它的人則會得上帝寬恕其七大罪。

## 形態

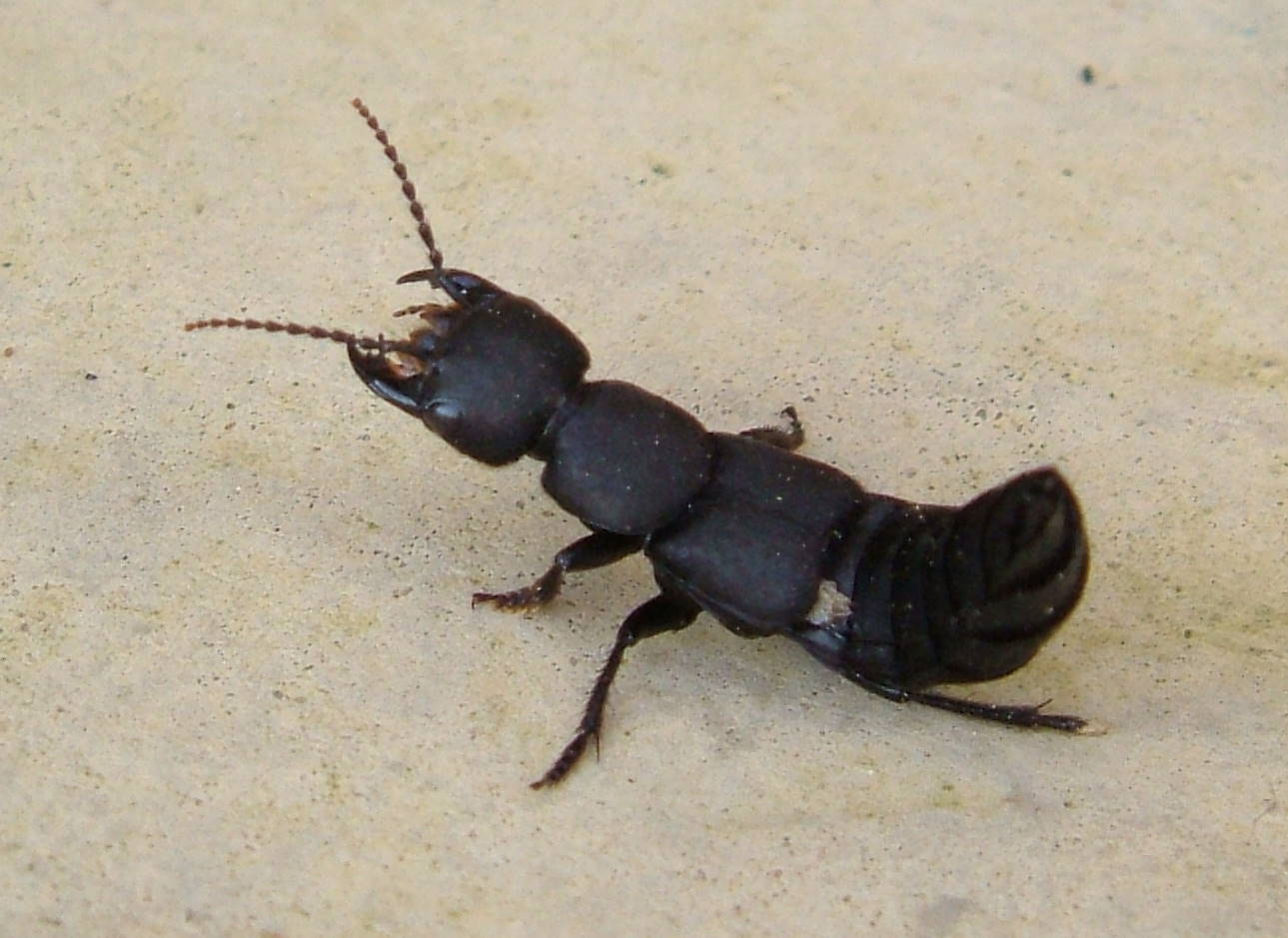
擺出攻擊姿勢的成蟲

魔鬼隱翅蟲身體狹長，成年個體長度在體長20—32（0.8—1.3英寸）之間。由於其翅鞘較短，魔鬼隱翅蟲很少飛行。它的翅鞘其實不到體長的一半，因而腹部是裸露出來的，不過上面覆蓋有硬質甲殼。它有著發達的肌肉組織，利於其與獵物搏鬥。搏鬥時會將身體揚起。它並不帶有毒刺，但人類被其嘴鉗咬到後仍會感到刺痛。在遇到威脅時，它會從腹部線體中散發出惡臭氣體。

## 習性

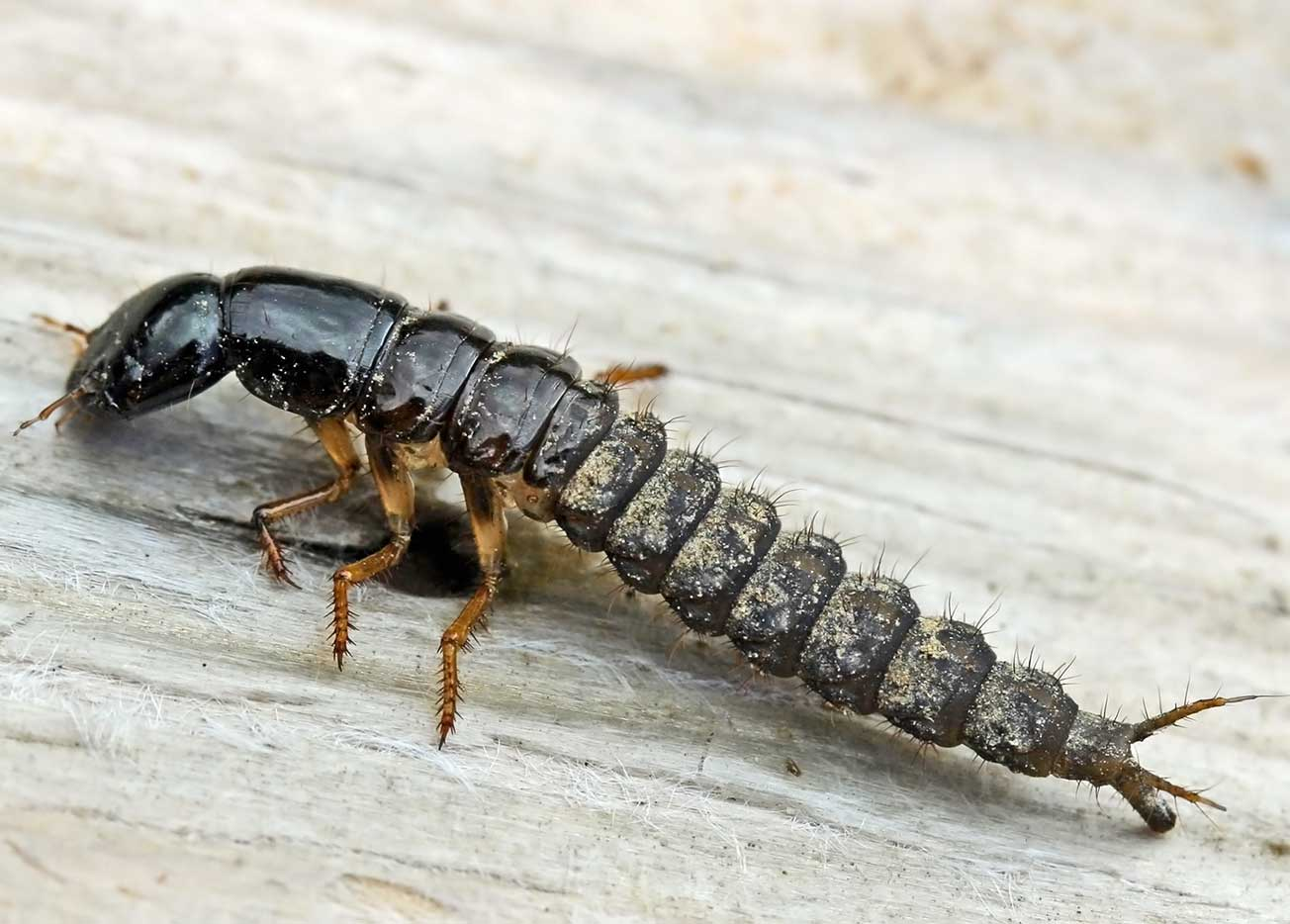
幼蟲

魔鬼隱翅蟲是一種夜行性、肉食性昆蟲，以蝸牛、蜘蛛、飛蛾、木蚤和其他一些蠕蟲甚至腐肉為食。進食時，它用下顎咬斷食物，用前腿將其團成球狀吞下。其幼蟲生活習性和成蟲基本相同。
這種昆蟲在秋季繁殖，在交配後二至三週產卵。其白色的卵長約4（0.16英寸），一般下在潮濕的石縫、牛糞和落葉層中。卵在30天後孵化，幼蟲在地表活動，習性已經和成蟲相差無幾。出生150天後化蛹，再過35天左右破蛹而出。一些潛伏在洞穴里的成蟲可以活過兩個冬天，但有些成蟲在冬天也會在外活動。溫暖季節則亦見於草坪、林地等各種開闊地帶。